# William Melton
William Melton, né aux alentours de 1275 et mort le 5 avril 1340, est un important ecclésiastique anglais, devenu archevêque d'York. Issu d'une famille modeste, il s'oriente vers une carrière ecclésiastique et fréquente le futur roi Édouard II. Après l'avènement de ce dernier en 1307, Melton se voit confier de nombreux postes presbytéraux ainsi que plusieurs missions diplomatiques. En remerciement de sa constante fidélité, le roi appuie sa candidature au poste d'archevêque d'York et son élection est validée en 1317. Sa nouvelle fonction archiépiscopale force Melton à appuyer l'effort de guerre contre l'Écosse et même à devoir prendre le commandement de l'armée anglaise au cours de la bataille de Myton en 1319. De par son statut de prélat, l'archevêque négocie également au nom de la papauté plusieurs trêves entre les deux royaumes en guerre entre 1319 et 1323.
Même s'il ne condamne pas la rébellion du comte de Lancastre en 1322 et s'éloigne quelque peu de la cour, William Melton n'entre pas en conflit avec Édouard II, contrairement à d'autres éminents ecclésiastiques. Son retour en grâce auprès du roi est définitivement assuré par sa nomination en 1325 au poste de Lord grand trésorier, en raison de ses capacités accrues en matière de gestion des finances. Mais dès l'année suivante, la chute du roi le contraint à abandonner cette fonction. Fidèle à Édouard II malgré sa déposition, Melton s'oppose à plusieurs reprises au régime d'Isabelle de France et de Roger Mortimer. La prise du pouvoir par Édouard III en 1330 lui permet enfin de retrouver les faveurs royales ainsi que son poste de trésorier. William Melton se retire par la suite dans son diocèse, où il meurt en 1340. Depuis le XIVe siècle, son intégrité et sa loyauté ont été unanimement saluées.

## Biographie

### Origines et élection à l'archidiocèse d'York
William Melton naît à une date incertaine, peut-être vers 1275, à Melton, dans la paroisse de Welton, près de Kingston-upon-Hull, dans le Yorkshire. Il est vraisemblablement issu d'une famille assez modeste : tout juste sait-on qu'il a un père prénommé Nicholas de Melton et deux frères, Henry et John. Destiné à une carrière ecclésiastique, William étudie à l'Université d'Oxford, où il fréquente John Hotham, futur évêque d'Ely : les deux hommes seront souvent associés dans leurs carrières. Avant 1297, Melton entre au service de la couronne. Ainsi, le 17 avril 1301, il est nommé chambellan du Cheshire par le prince de Galles et héritier du trône Édouard : il est à cette occasion responsable des revenus du prince. Financier compétent, Melton reçoit la charge de verser les salaires des fantassins gallois servant auprès du prince pendant l'invasion anglaise de l'Écosse en 1301. En récompense, le roi Édouard Ier lui accorde de nombreux bénéfices. De ce fait, Melton devient dès 1299 recteur de Reepham, dans le Lincolnshire. Au cours des années suivantes, il reçoit six autres rectorats et d'autres avantages touchant au Southwell Minster et aux cathédrales de Dublin, de Lincoln, d'York et de Salisbury. Immédiatement après l'avènement du roi Édouard II, Melton est nommé à la mi-juillet 1307 Lord du sceau privé et trésorier de la garde-robe royale, le rendant directement responsable d'une grande partie des finances royales. Également en janvier 1308, alors qu'il accompagne le roi en France pour son mariage avec la princesse Isabelle, Melton occupe brièvement la fonction de gardien du Grand sceau.
Le nouveau roi procure à William Melton le poste de prévôt de Beverley en 1309 ainsi que le bénéfice sur l'église propriétaire d'Hastings en 1314. Melton sert en tant qu'archidiacre de Barnstaple en 1308 et 1309 et en tant que doyen de l'église londonienne de St. Martin's-le-Grand de 1308 à 1316. En juin 1308, il assiste à la nomination du favori royal Pierre Gaveston au poste de Lord lieutenant d'Irlande. Pendant le conflit politique interne entre le roi et ses nombreux magnats au sujet des faveurs accordées à Gaveston, Melton ne joue en revanche aucun rôle. Le 18 septembre 1312, il est remplacé en tant que Lord du sceau privé et, le 30 novembre 1314, en tant que trésorier de la garde-robe. Il conserve cependant les faveurs du roi, même s'il a rejeté en 1312 avec d'autres représentants du clergé du Nord de l'Angleterre un impôt royal. Toujours en 1312, il négocie au nom du roi avec les Cinq-Ports et, en 1313, il sert d'envoyé dans des négociations avec l'Écosse. En octobre 1315, le roi l'envoie négocier avec son adversaire, le comte de Lancastre. Avec le soutien d'Édouard II, William Melton est finalement élu le 21 janvier 1316 archevêque d'York. Son élection fait de lui le second plus important prélat d'Angleterre après l'archevêque de Cantorbéry Walter Reynolds. Se rendant à la cour papale en Avignon, sa consécration par le pape Jean XXII n'a lieu que le 25 septembre 1317. Lors de son retour, il poursuit la vieille rivalité entre les archevêques d'York et de Cantorbéry, en faisant porter plusieurs fois la croix sur son passage dans le Kent et à Londres, qui relèvent tous deux de la juridiction de Cantorbéry.

### Activités religieuses pendant son archiépiscopat
De par son statut de prélat, William Melton adopte un mode vie basé sur la droiture et la chasteté. Il est rapidement considéré par ses contemporains comme un homme modeste, mais sachant se montrer généreux envers les pauvres. L'archevêque, bien qu'ayant des fonctions au sein de l'administration royale à Londres, se rend régulièrement dans son diocèse, même s'il court le risque d'être capturé par les Écossais. Au cours de ses visites, Melton a cherché à promouvoir l'observation de la discipline spirituelle dans les paroisses et les monastères, en supervisant la nomination du clergé et l'effusion des fèces et des dispenses. Son mandat est marqué par de nombreuses affaires d'hérésie ou de luxure, comme l'apparition d'un prédicateur hérétique qui a particulièrement suscité l'agitation chez des bénédictines, celle d'un nécromancien ou même l'étonnante affaire entourant la religieuse Joan de Leeds, qui a simulé sa propre mort pour cesser sa vie cloîtrée : l'archevêque d'York a répondu à ces débauches avec fermeté. William Melton réglemente également la difficile redistribution des biens des Templiers de l'archidiocèse d'York à d'autres communautés religieuses, mais aussi le paiement des pensions aux chevaliers de l'Ordre, dissous depuis 1312. Cependant, Melton a souvent eu des relations difficiles avec ses évêques suffragants. À une occasion, il excommunie l'évêque de Durham Louis de Beaumont, quand ce dernier refuse de le recevoir au sujet du règlement d'un conflit entre les deux prélats concernant l'autorité sur l'église paroissiale de Leake, dans l'Allertonshire (en).
À une époque où la corruption des fonctionnaires est affaire courante, l'incorruptible William Melton est tenu en haute estime par ses contemporains. Déjà, en 1316, Édouard II remercie Melton pour ses bons services, en lui rappelant qu'il a toujours bien agi pour l'avantage financier du roi. En guise de récompense, Édouard déclare d'ailleurs qu'il ne tiendra pas Melton pour responsable d'aucun délit éventuel à l'avenir. Même après son élection en tant qu'archevêque, Melton continue d'être économe. Ainsi, alors que d'autres évêques de la même période se retrouvent très fortement endettés, il parvient à prêter d'importantes sommes d'argent au roi, mais aussi aux barons du Nord de l'Angleterre, aux monastères pauvres et même aux marchands italiens de la famille Bardi. De plus, il réussit à acquérir de vastes possessions pendant son épiscopat et fait usage de sa fortune pour entamer de vastes chantiers : il fait même don de 700 livres pour la rénovation de la cathédrale d'York et ordonne la restauration de la tombe de Guillaume d'York à ses propres frais. Il examine lui-même le travail des marchands d'indulgence et des collecteurs de fonds et fait l'éloge de ceux qui ont utilisé l'argent recueilli de façon responsable. L'archevêque contribue aussi à l'extension de l'église paroissiale de Patrington et sans doute aussi celle de la cathédrale de Beverley. Enfin, William Melton fait éduquer les petits-enfants de son frère Henry à Newark à ses propres frais, ce qui leur permet de fonder une respectable famille qui appartiendra ultérieurement à la gentry du Yorkshire.

### Rôle dans le conflit avec l'Écosse
Sous le règne d'Édouard II, le territoire de l'archevêché d'York devient de plus en plus la cible de raids écossais. Déjà en 1314, William Melton est chargé de collecter des impôts pour défendre la frontière avec l'Écosse. À partir de 1318, les raids menés par le roi écossais Robert Bruce se poursuivent jusqu'à Preston et Boroughbridge : ces attaques aussi profondes mettent même Melton en danger lorsqu'il se rend dans son diocèse. Le rôle de l'archevêque pendant le conflit anglo-écossais devient plus apparent en septembre 1319, pendant qu'Édouard II assiège la ville écossaise de Berwick. En effet, parallèlement au siège anglais, une armée écossaise commandée par James Douglas s'approche dangereusement d'York. Face à cette menace, la reine Isabelle de France est évacuée en catastrophe par la Ouse, pendant que William Melton et John Hotham mobilisent en hâte une armée pour défendre la ville mais elle est essentiellement composée de membres du clergé ou de simples citoyens. En dépit de cet inconvénient, Melton affronte l'armée écossaise à Myton-on-Swale le 12 septembre 1319. Le combat s'achève par une défaite anglaise, qui contraint Édouard II à abandonner en catastrophe le siège de Berwick. Parmi les victimes se trouvent de nombreux ecclésiastiques, tandis que Melton et Hotham parviennent à s'échapper de justesse. La Chronique de Lanercost estime pour sa part que 4 000 Anglais trouvent la mort dans la bataille et qu'environ 1 000 se noient en tentant de s'enfuir en précipitation. La bataille est décrite ainsi dans la Chronique de Brut :

« Les Écossais franchirent l'eau de la Solway... et pénétrèrent en Angleterre, et pillèrent et détruisirent tout ce qu'ils purent et n'épargnèrent rien jusqu'à ce qu'ils arrivent à York. Et lorsqu'enfin les Anglais apprirent cela, tous ceux qui pouvaient voyager – aussi bien les moines et les prêtres et les frères et les chanoines et les laïcs – vinrent et rencontrèrent les Écossais à Myton-on-Swale le douzième jour d'Octobre [sic]. Hélas ! Quelle peine pour ces pauvres Anglais qui ne connaissaient rien à la guerre, ils furent dispersés et se trempèrent dans la rivière Swale. Et leurs saintetés, sire William Melton, archevêque d'York, et l'abbé de Selby et leurs coursiers s'enfuirent, et se réfugièrent à York. Et c'était par leur propre folie qu'ils avaient eu cette malchance, de devoir retraverser l'eau de la Swale ; et les Écossais mirent le feu à trois piles de foin ; et la fumée était si importante que les Anglais ne pouvaient même pas voir les Écossais. Et lorsque les Anglais eurent franchi la rivière, les Écossais vinrent avec leurs boucliers et poursuivirent les Anglais ; et les Anglais durent s'enfuirent car ils manquaient de guerriers armés... Et lorsque les maîtres du champ de bataille les rencontrèrent, les Anglais furent presque tous tués. Et ceux qui évitèrent de tomber à l'eau furent sauvés mais beaucoup se noyèrent. Hélas, quelle peine ! pour ceux qui furent tués, les religieux, et les laïcs, et aussi les prêtres et les clercs ; et avec grande peine l'archevêque s'échappa ; et ainsi les Écossais l'appelèrent la 'Bataille Blanche'... »

Quelques mois après ce désastre, William Melton est missionné en tant que représentant anglais dans des négociations avec l'Écosse, qui aboutissent à la conclusion d'une trêve en décembre 1319, reconduite en mars 1321, mais qui ne permet pas la conclusion d'une paix définitive entre les royaumes d'Angleterre et d'Écosse. Les efforts répétés du pape Jean XXII pour négocier la paix entre les deux royaumes n'ont pas non plus été couronnés de succès. L'archevêque d'York semble avoir été intensément impliqué dans les tentatives de conciliation papales, mais ni l'excommunication de Robert Bruce, ni les demandes insistantes adressées tant à Édouard II qu'à Bruce n'ont permis de sortir de l'impasse. Ce n'est finalement qu'après une ultime campagne militaire du roi d'Angleterre en Écosse qui s'achève par la cuisante défaite d'Old Byland le 14 octobre 1322 que les deux souverains acceptent la signature d'un armistice à Bishopthorpe dans le palais même de Melton le 30 mai 1323. Comme les négociations de paix ultérieures sont systématiquement interrompues sans succès, de nouveaux raids écossais émergent tout au long de l'année 1327, jusqu'à ce que la ratification du traité d'Édimbourg-Northampton par le Parlement d'Angleterre le 1er mai 1328 consacre la paix. Pour autant, les raids écossais répétés ont dévasté de nombreuses terres situées sur le territoire du Yorkshire. En conséquence, de nombreux monastères s'appauvrissent et, jusqu'en 1339, le clergé du Nord de l'Angleterre déclare qu'il ne peut pas payer d'impôts au roi en raison de son extrême pauvreté.

### Carrière sous Édouard II
En octobre 1318, deux mois après la signature du traité de Leake qui réconcilie le roi Édouard II et le comte de Lancastre, le Parlement convoqué à York élit l'archevêque Melton comme membre d'une commission chargée de réformer la maison royale, à la suite d'une demande insistante de Lancastre. Pourtant, par loyauté envers son souverain, le prélat ne soutient pas la rébellion du comte en mars 1322, mais il permet au clergé du Nord de la soutenir financièrement. Melton semble avoir eu connaissance à cette période des tribulations entre Lancastre et les nobles écossais Thomas Randolph et James Douglas. Après la défaite et l'exécution du comte, Melton se retrouve en revanche contraint de réprimander son archidiacre à deux reprises car ce dernier a encouragé la vénération locale de Lancastre. L'archidiacre se voit promptement chargé d'empêcher la population locale de faire des pèlerinages jusqu'à la tombe du défunt : William Melton se trouvera lui-même contraint en 1327, après la chute d'Édouard II, de soutenir les efforts pour faire canoniser le comte. Même s'il n'est pas ouvertement en disgrâce auprès du roi pour son attitude envers Lancastre, l'archevêque soutient néanmoins l'évêque de Hereford Adam Orleton lorsque ce dernier doit répondre en 1324 à des charges de haute trahison devant le juge royal Hervey de Staunton : ainsi, William Melton, Walter Reynolds et Alexander de Bicknor, archevêque de Dublin, se rendent en procession à la cour pour défendre Orleton, dont ils obtiennent finalement qu'il puisse retourner dans son diocèse et que les charges à son encontre soient abandonnées.
Bien que Melton défende vigoureusement les droits du clergé, il demeure un fidèle partisan d'Édouard II et, en 1323, il préside un comité chargé d'enquêter sur la corruption dans le recrutement de troupes dans le Nottinghamshire. Lorsque la guerre de Saint-Sardos éclate en 1324, le roi exige de l'archevêque que le clergé étranger qui occupe des fonctions à York soit exilé ou déplacé dans des endroits éloignés. Cependant, Melton répond au roi qu'il ne trouve pas dans son diocèse des prêtres proclamés ennemis du royaume. Le 3 juillet 1325, Édouard II le nomme Lord grand trésorier. En tant que trésorier, William Melton poursuit son conflit avec l'archevêque Reynolds en continuant à revendiquer le droit de porter une croix dans la province ecclésiastique de Cantorbéry. Lorsque l'archevêque d'York est temporairement absent en août 1325 et ne peut donc pas exercer son poste de trésorier, il obtient que ce soit Walter Norwich qui prenne ses fonctions, même si c'est finalement Roger de Beler qui est mandaté à cet effet par le roi. Parallèlement, Édouard II se met à redouter courant 1326 une invasion du royaume par ses adversaires et charge Melton de soutenir le comte de Surrey dans l'établissement d'un contingent dans le Nord de l'Angleterre en cas d'invasion. Cela n'empêche pourtant pas l'invasion menée par la reine Isabelle de France et son allié Roger Mortimer en septembre 1326. William Melton reste loyal au roi pendant le conflit, mais, le 14 novembre 1326, il est contraint par Isabelle d'abandonner son poste de trésorier et de lui remettre la somme correspondante de 57 915 livres.

### Carrière sous Édouard III et mort
En dépit de la capture d'Édouard II par ses adversaires, William Melton lui reste farouchement loyal et se prononce courageusement contre sa déposition par le Parlement le 13 janvier 1327. Son statut d'archevêque l'empêche d'être puni de cette audace, contrairement à l'évêque de Rochester Hamo Hethe, qui est frappé par la foule londonienne pour son absence d'enthousiasme face à la déchéance du roi. Melton refuse de la même façon d'assister au couronnement de son fils et successeur Édouard III le 1er février suivant. Apparemment, il semble se réconcilier avec le nouveau régime, puisqu'il célèbre à York le 24 janvier 1328 le mariage du nouveau roi avec Philippa de Hainaut. Mais son ancienne amitié avec Édouard II le pousse à faire une surprenante déclaration dans une lettre qu'il écrit le 14 janvier 1330 : dans la fameuse Lettre de Melton, le prélat affirme que « nous avons certaines nouvelles de notre seigneur Édouard de Caernarfon [Édouard II], qu'il est vivant et en bonne santé de corps, dans un endroit sûr à son propre souhait ». Il s'attarde ensuite sur la longue liste de fournitures qu'il désire que le lord-maire de Londres Simon de Swanland lui procure afin de les remettre secrètement à l'ancien monarque. Il est probable que l'archevêque choisisse de ne pas communiquer trop d'informations importantes dans sa lettre dans le but de les dissimuler aux régents Isabelle et Roger Mortimer. La lettre d'un aussi important prélat renforce l'hypothèse qu'Édouard II ne serait pas mort en captivité au château de Berkeley le 21 septembre 1327, quelques mois après sa déposition.
Même si cette lettre ne sera jamais découverte par les régents d'Édouard III, l'implication de William Melton dans l'étrange conspiration du comte de Kent dans le but de restaurer Édouard II sur le trône est rapidement connue. Peu après l'exécution du comte le 19 mars 1330, l'archevêque est arrêté et interrogé au mois d'avril pour son rôle dans le complot. Étonnamment, il est peu après libéré et blanchi de toute accusation, sans même avoir révélé qui aurait été la source du comte de Kent lui ayant affirmé que le roi déchu était toujours en vie. Finalement, après avoir fait arrêter Isabelle et Roger Mortimer le 19 octobre 1330, le roi Édouard III restaure Melton dans son poste de Lord grand trésorier le 1er décembre suivant : le jeune roi semble avoir été convaincu des compétences d'un prélat continuellement loyal à son père. Ce point de vue est partagé tant par les contemporains de Melton (la Chronique de Lanercost précise que « bien qu'il fût l'un des courtisans du roi [Édouard II], il mena une vie religieuse et honorable », et la Vita Edwardi Secundi le décrit comme « un courtisan fidèle dans tout ce qui lui est imposé ») que par les différents historiens qui se sont intéressés au désastreux règne d'Édouard II. Après avoir quitté sa fonction de trésorier le 1er avril 1331, l'archevêque d'York est brièvement gardien du Grand sceau entre 1333 et 1334. Après cela, il ne détient plus aucune fonction laïque officielle et retourne dans son évêché. Il y meurt le 5 avril 1340, dans la résidence archiépiscopale de Cawood, et est ensuite inhumé dans la cathédrale d'York.